# Federalsburg
La ville de Federalsburg est située dans le comté de Caroline, dans l’État du Maryland, aux États-Unis. Sa population, qui s’élevait à 2 739 habitants lors du recensement de 2010, est estimée à 2 661 habitants en 2019.

## Source
- (en) Cet article est partiellement ou en totalité issu de l’article de Wikipédia en anglais intitulé « Federalsburg, Maryland » (voir la liste des auteurs).

1. ↑  (en) « Population and Housing Unit Estimates », United States Census Bureau, 24 mai 2020 (consulté le 27 mai 2020)
2. ↑  (en) « Census of Population and Housing », Census.gov (consulté le 4 juin 2015)